# Елен Спарроу
Елен чи Гелена Спарроу (5 червня 1891, Богуслав, Київська область — 13 листопада 1970) — французька та польська лікарка, імунолог та мікробіолог українського походження. Займалася проблемою епідемічного висипного тифу та деяких інших епідемічних хвороб.

## Біографія
Народилася 1891 року в Богуславі Київської губернії в родині чиновника англійського походження Леопольда Павловича Спарро та його дружини Кс. Стефанської, доньки лікаря.. Онука київського архітектора Павла Спарро.
Навчалася в Подільській жіночій гімназії, яку закінчила із золотою медаллю. Вступила на медичний факультет Київського університету в 1909 році, закінчила його в 1915 році з відзнакою. Надалі поїхала лікарем у діючу армію, де брала участь у боротьбі з тифами, натуральною віспою, холерою, шигельозом (дизентерією). Там познайомилася з хірургом Робертом фон Кюгельгеном, з мяким одружилася в 1917 році. Того ж року працювала в Юр'єві в клініці Юр'ївського університету під керівництвом професора Олександра Зеліславовича Билини.
У 1918 році повернулася до Києва, де працювала в Бактеріологічному інституті під керівництвом Володимира Ліндемана. Разом з Олексієм Кронтовським та Л. І. Полєвим досліджувала збудника епідемічного висипного тифу на культурах клітин.
У червні 1920 року разом з польсько-українськими військами, які ненадовго відбили у більшовиків Київ, виїхала до Польщі, де працювала з доктором Людвіком Райхманом, директором Державного інституту гігієни.
У 1922 році вона була призначена начальницею служби, а потім у 1928 році стала начальницею служби превентивної вакцинації. В її діяльність входила організація вакцинаційних кампаній, а також розслідування спалахів холери. З 1921 по 1933 роки вона також працювала з Рудольфом Вайглем в університеті Львова над проблемою епідемічного висипного тифу. За цей час вона брала участь у створенні чотирьох лабораторій охорони здоров'я на сході Польщі, щоб допомогти переселеним людям, а також наглядала за масштабними програмами вакцинації проти дифтерії та скарлатини у варшавському регіоні за підтримки Роберта Дебре.
У 1923 році отримала грант від Ліги Націй, який дав їй змогу поїхати до Франції, для стажування в Інституті Пастера. Вона досліджувала туберкульоз разом з Альбером Калметтом та Камілем Ґереном у Ліллі, потім працювала з Жулем Борде у Брюсселі, а також з Амедеєм Боррелем в Інституті охорони здоров'я в Страсбурзі. У 1924 році її знову відправили до Франції для удосконалення з мікробіології в Інституті Пастера та в лабораторію Олександра Безредка. Там вона познайомилася з Шарлем Ніколем під час його щорічної конференції, присвяченій епідемічному висипному тифу, що змінила хід її життя. У 1925 році Інститут Пастера фінансував її разом із Шарлем Ніколем дослідження епідемічного висипного тифу в Тунісі. В Інституті Пастера в Тунісі вона ще й продовжувала свої дослідження з вакцинації проти епідемічного висипного тифу, використовуючи повторні ін'єкції малих доз ослабленої рикетсії Провасека.
У 1924 році працювала в Парижі під керівництвом Олександра Безредки.
Першу посаду педагогічної працівниці вона отримала в 1928 році, ставши доцентом на медичному факультеті Варшавського університету. Захистила докторську дисертацію на тему «Problèmes de la vaccination contre le typhus exanthématique» («Проблеми щеплень проти висипу тифу») і згодом стала професором бактеріології. Вона керувала навчанням з мікробіології та активно брала участь у медичних товариствах у Польщі та варшавському відділенні французької біології  1930-х. У 1931 р. уряд її відрядив разом із Шарлем Ніколем для вивчення епідемічного висипного тифу в Мексиці та Гватемалі. У 1933 році поїхала з Ніколем і стала керівницею лабораторії Інституту Пастера в Тунісі, впровадила розробки Вайгля з виробництва вакцин. Її знання лабораторного культивування вошей мали важливе значення для прогресу боротьби проти епідемічного висипного тифу в Інституті Пастера в Тунісі.
З 1935 р. працювала над мишачими вірусами, розглядаючи їх як потенційну основу противисипнотифозної вакцини, а в 1940 р. разом із Полем Дурандом розробили противисипнотифозну вакцину Дуранда-Спарроу.
Під час Другої світової війни приймала в Тунісі французьких біженців (включно з Андре Жідом) та польських дезертирів.
З 1955 року вона керувала роботою з дослідження поворотних гарячок в Ефіопії для Всесвітньої організації охорони здоров'я.
Елен Спарроу працювала над своїми унікальними дослідженнями до кінця життя. Написала 103 наукові праці про інфекційні хвороби й винайшла кілька вакцин. Інститут Пастера за час роботи в ньому Елен Спарроу та її колег став усесвітньо відомим центром дослідження бактерій, розробки вакцин і сироваток. Спарроу запобігла багатьом епідеміям у Європі та Північній Африці. Вона організовувала масові вакцинації, чим зберегла десятки тисяч життів.

## Особисте життя
У 1917 році одружилася з бароном Робертом фон Кугельгеном, хірургом російської армії. Народила дочку Марі Бонью Сейлер фон Кугельген. Зрештою вони розлучилися. Після переїзду до Тунісу вона стала громадянкою Франції в 1933 році. У жовтні 1933 року вступила в шлюб з інженерои-агрономом Філіппе Герма.
Елен Спарроу з другим чоловіком посадила апельсиновий сад у Сукрі, Туніс.

## Нагороди й посади
- Лауреат премії Краківська медична академія, 1922 рік
- Завідувачка лабораторії Інституту охорони здоров'я, Варшава 1922 рік
- Голова служби превентивної вакцинації, Інститут охорони здоров'я, Варшава 1928 рік
- Керівник лабораторії, Інститут Пастера, Туніс, 1933 рік
- Керівник служби вакцинації Інституту Аастера, Туніс 1945—1961 рік
- Член Société de Pathologie Exotique (Французьке товариство екзотичної патології) 1945 рік

## Вибрані праці
- Sparrow H. «Sur une souche de Rickettsia quintana isolee en Tunisie» Pathologia et Microbiologia, Vol. 24 (1961) pp. 140 — * Heisch RB., Sparrow H., Harvey AE. «The behavior of Spirochaeta recurrentis Lebert in lice.» Bulletin de la Societe de pathologie exotique et de ses filiales, Vol 53 (1960) pp. 140—143
- Sparrow, H. «Etude du foyer ethiopien de fievre recurrente (Study of the Ethiopian source of recurrent fever)» Bulletin of the World Health Organization Vol. 19, No. 2 (1958) pp. 673—710
- Sparrow H. «Emploi des ratons noveaunes pour entrien de Borrelia recurrentis.(Use of newborn rats for maintenance of Borrelia recurrentis)» Bulletin de la Societe de pathologie exotique et de ses filiales, Vol. 49 No. 4 (1956) pp. 630 — * Durand P., Sparrow H., «Pulmonary inoculation in typhic and spotty viruses» Comptes Rendus Hebdomadaires des Seances de L'Acadamie des Sciences, Vol. 210 (1940) pp. 420—422
- Nicolle C., Sparrow H., «Experiments on the river virus of Japan (Tsutsugamushi).» Comptes Rendus Hebdomadaires des Seances de L'Acadamie des Sciences, Vol. 199 pp. (1934) 1349—1351
- Nicolle C., Sparrow H., Conseil E. «Preventative vaccination of man against exanthematic typhus by use of small repeated virulent doses (the brain of guinea pig).» Comptes Rendus Hebdomadaires des Seances de L'Acadamie des Sciences, Vol. 184 (1927) pp. 859—861
- Sparrow H. «Immunization against scarlet fever with the aid of the scarlet fever toxoid» Comptes Rendus des Seances de la Societe de Biologie et de ses filiales, Vol. 97 (1927) pp. 957—959